# Hszia-dinasztia
A Hszia (Xia)-dinasztia (kínai írás: 夏朝, pinjin: Xià Cháo, népszerű magyaros: Hszia csao) hagyományosan az első kínai dinasztiának tekintett uralkodóház, amely az i. e. 23–18. század közti mintegy fél évezredig uralkodott. Ezen idő alatt a későbbi kínai források – Bambusz-évkönyvek, az 
Írások könyve és A történetíró feljegyzései – szerint 17 király váltotta egymást a dinasztia élén. Területe a mai Senhszi tartomány délnyugati és Honan tartomány nyugati vidékére terjedt ki. A Hszia (Xia)-dinasztia kérdése azonban meglehetősen problematikus. A régészeti leletek nem bizonyítják, hogy ekkoriban Kína területén létezett volna valamiféle egységes állam, és Hszia (Xia) nevű dinasztia létét sem igazolja semmi. A tárgyi leletek tanúsága szerint Kínában ekkoriban bomlott fel a fejlett ősközösségi társadalom, s a kínaiak elődjei a következő századokban léptek át a neolitikumból a korai bronzkorba.

## Legendák és történetiség
Első királya és alapítója Ta-jü (Dayu) (vagy Nagy Jü (Yu)) volt, aki a hagyomány szerint a Sárga-folyó szabályozásával nyerte el a törzsvezérek bizalmát, akik a szövetség élére választották. Uralkodása alatt felbomlott a kínai ősközösség és helyét átvette a magántulajdonon alapuló rabszolgatartó társadalom. A kevés régészeti lelet miatt mindmáig folyik a vita arról, hogy a dinasztia létezett-e a valóságban. A dinasztia létezését nem erősíti meg az, hogy A történetíró feljegyzései történeti műben külön fejezetet szenteltek történetének és uralkodói családfájának, emellett a kronológia is erősen problematikus. A kínai források által megadott uralkodási idők nem adják ki a fél évezredes dinasztikus kort. Magát Jü (Yu)t is az i. e. 22. század elejétől az i. e. 21. század végéig, mintegy két évszázados bizonytalansággal sorolják a kronológiába. Az utolsó előttiként, tehát az i. e. 17. században említett Hou Csing (Hou Jing) idején egy földrengésről írnak a Taj-hegyen, ami azonban i. e. 1831-ben volt.
Kínai régészek 1959-ben folytattak ásatásokat a dinasztia vélelmezett fővárosában, Jangcseng (Yangcheng)ben (ma Tengfeng (Dengfeng)), ahol i. e. 1900-ra datálható leletekre bukkantak. Azt azonban mindmáig nem sikerült megállapítani, hogy ezek a Hszia (Xia)-dinasztia korának használati tárgyai voltak-e. A talált nyomok arra utaltak, hogy az ott élők faeszközöket használtak a mindennapi munkák során, azzal végezve a földművelést és ásva ki a házak faalapzatát. Akkoriban fejlett volt a munkamegosztás a társadalmon belül, valamint az időszámlálás és a mezőgazdaság is. Erről árulkodik, hogy például a Ta taj li csi (Da dai li ji) 《大戴禮記》 című történeti munka Hszia hsziao cseng (Xia xiao cheng) 《夏小正》 című fejezetében azt írták, hogy a csillagászok a Göncölszekér fordulata szerint állapították meg a hónapok sorrendjét, és a földműves munkákról a csillagok állása, mozgása, valamint a meteorológiai jelenségek és a növények fejlődése alapján határoztak.
A dinasztia uralkodásának végére meggyengült, és utolsó uralkodója, Hszia Csie (Xia Jie) az államügyekkel sem törődve minden idejét szeretőjénél töltötte, léha életet élve. (A leírás hitelességét erősen megkérdőjelezi, hogy később a sangok (shangok) és más dinasztiák végét ugyanígy írták le, amivel mintegy igazolják a dinasztiaváltást és az uralkodóház elűzését.) A sang (shang) törzs vezére a mingtiaói csatában győzte le őt, véget vetve a Hszia (Xia)-dinasztia sok évszázados uralmának, megalapítva a Sang (Shang)-dinasztiát. Csie (Jie) Nancsao (Nanzhao)ba menekült és ott is halt meg.
Manapság a Hszia (Xia)-dinasztiát a Lojang (Luoyang)tól keletre, Honan (Henan)ban feltárt Erlitou (Erlitou)-kultúrával 二里頭 (i. e. 19–14. század közepe) szokás azonosítani, amely valóban domináns szerepet töltött be a korabeli Kínában. Az Erlitou-településeken palotának is beillő, 100×100, illetve 72×58 méter alapméretű épületeket találtak. A sírokban a hagyományos edényeken kívül kezdetleges, egyszerű formájú bronzedények is felbukkannak.

## Uralkodói
| uralkodási név              | uralkodási név              | uralkodási név              | személynév                  | személynév                  | személynév                  | idő                 | megjegyzés                                                   |
| pinjin                      | magyaros                    | kínai                       | pinjin                      | magyaros                    | kínai                       | idő                 | megjegyzés                                                   |
| --------------------------- | --------------------------- | --------------------------- | --------------------------- | --------------------------- | --------------------------- | ------------------- | ------------------------------------------------------------ |
| Dàyǔ                        | Ta-jü                       | 大禹                        | Yǔ                          | Jü                          | 禹                          | kb. i. e. 2205–2147 | Kun (Gun) fia, Jao (Yao) és Sun (Shun) császár tisztviselője |
| Qǐ                          | Csi                         | 啓                          | Qǐ                          | Csi                         | 啓 / 启                     | kb. i. e. 2146-2117 | Jü (Yu) fia                                                  |
| Tài Kāng                    | Taj Kang                    | 太康                        | Kāng                        | Kang                        | 康                          | kb. i. e. 2117-2088 | Csi fia                                                      |
| Zhòng Kāng                  | Csung Kang                  | 仲康                        | Kāng                        | Kang                        | 康                          | kb. i. e. 2088-2075 | Taj Kang (Tai Kang) testvére                                 |
| Xiāng                       | Hsziang                     | 相                          | Xiāng                       | Hsziang                     | 相                          | kb. i. e. 2074-2047 | Csung Kang (Zhong Kang) fia                                  |
| négy évtizednyi interregnum | négy évtizednyi interregnum | négy évtizednyi interregnum | négy évtizednyi interregnum | négy évtizednyi interregnum | négy évtizednyi interregnum |                     | Han Cso (Han Zhuo) és fiai lázadása                          |
| Shào Kāng                   | Sao Kang                    | 少康                        | Sì                          | Sze                         | 姒                          | kb. i. e. 2007-1985 | Hsziang (Xiang) fia                                          |
| Zhù                         | Csu                         | 杼                          |                             |                             |                             | kb. i. e. 1985-1968 | Sao Kang (Shao Kang) fia                                     |
| Huái                        | Huaj                        | 槐                          |                             |                             |                             | kb. i. e. 1968-1924 | Csu (Zhu) fia                                                |
| Máng                        | Mang                        | 芒                          |                             |                             |                             | kb. i. e. 1924-1906 | Huaj (Huai) fia                                              |
| Xiè                         | Hszie                       | 泄 / 洩                     |                             |                             |                             | kb. i. e. 1906-1890 | Mang fia                                                     |
| Bù Jiàng                    | Pu Csiang                   | 不降                        | Jiàng                       | Csiang                      | 降                          | kb. i. e. 1890-1831 | Hszie (Xie) fia                                              |
| Jiōng                       | Csiung                      | 扃                          |                             |                             |                             | kb. i. e. 1831-1810 | Hszie (Xie) fia                                              |
| Yǐn Jiǎ                     | Jin Csia                    | 胤甲                        | Yǐn                         | Jin                         | 胤                          | kb. i. e. 1810-1789 | Csiung (Jiong) fia                                           |
| Kǒng Jiǎ                    | Kung Csia                   | 孔甲                        |                             |                             |                             | kb. i. e. 1789-1758 | Pu Csiang (Bu Jiang) fia                                     |
| Gāo                         | Kao                         | 皋                          |                             |                             |                             | kb. i. e. 1758-1747 | Kung Csia (Kong Jia) fia                                     |
| Hòu Jìng                    | Hou Csing                   | 后敬                        | Fā                          | Fa                          | 發                          | kb. i. e. 1747-1728 | A taj-hegyi földrengés alapján i. e. 1831 körül uralkodott   |
| Jié                         | Csie                        | 桀                          | Lǔ Guǐ                      | Lu Kuj                      | 履癸                        | kb. i. e. 1728-1675 | A mingtiaói csatában a sangok legyőzték                      |